# Нана Сахиб
Нана Сахиб (хинд. Nana Sahib Peshwa II, 1825-1859. или 1860), право име Дунду Пант (хинд. Dhondu Pant) био је један од вођа индијског устанка 1857. године.

## Живот и рад
Пореклом Марата, Нана Сахиб био је усвојени син последњег пешве (првог министра, у пракси владара) царства Марата. Огорчени противник Британаца, тежио је да обнови маратску државу и да ослободи Индију од европске колонијалне власти. Одмах по избијању устанка, маја 1857, ставио се на чело устаника у Канпуру и ослободио га јуна исте године, пошто је британски гарнизон лукавством натерао на предају. Месец дана касније град су поново освојили Британци, а Нана Сахиб се са устаницима повукао и водио герилске борбе, од којих није одустао ни после слома устанка. Нестао је негде у џунглама Непала.